# Генеалогічне програмне забезпечення

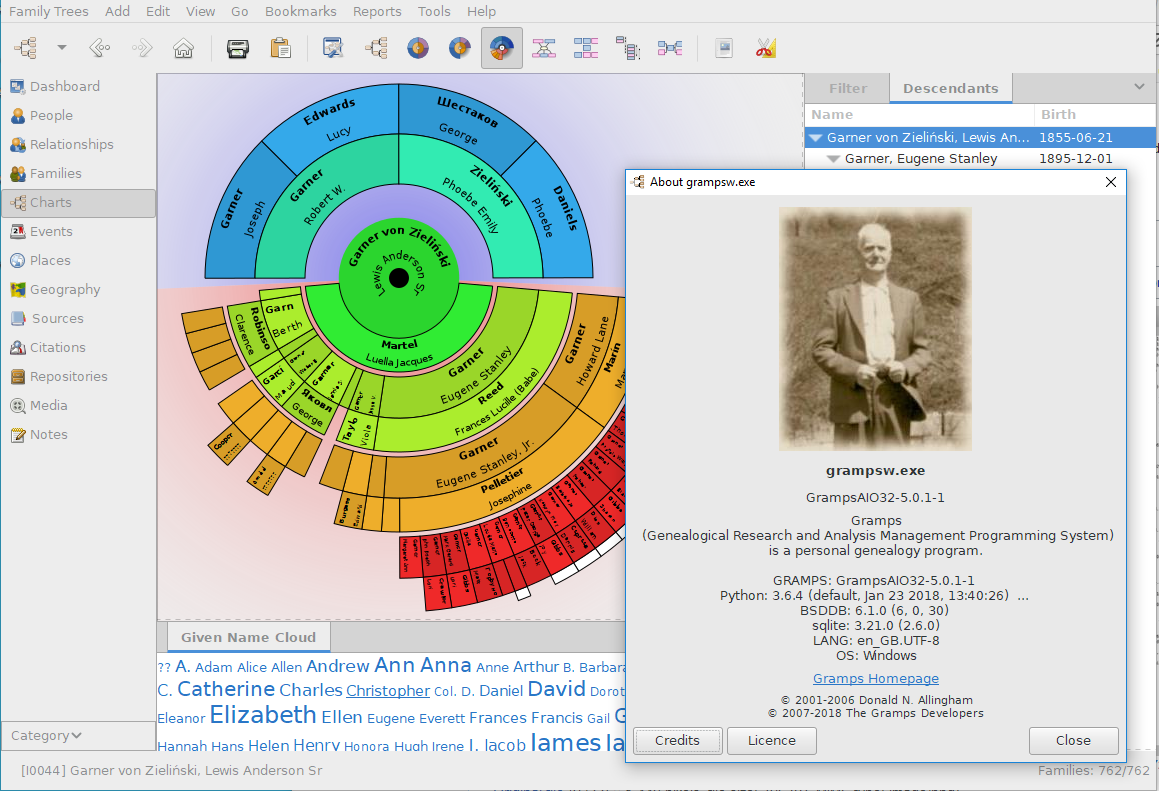
Gramps — приклад самостійного генеалогічного програмного забезпечення з відкритим кодом

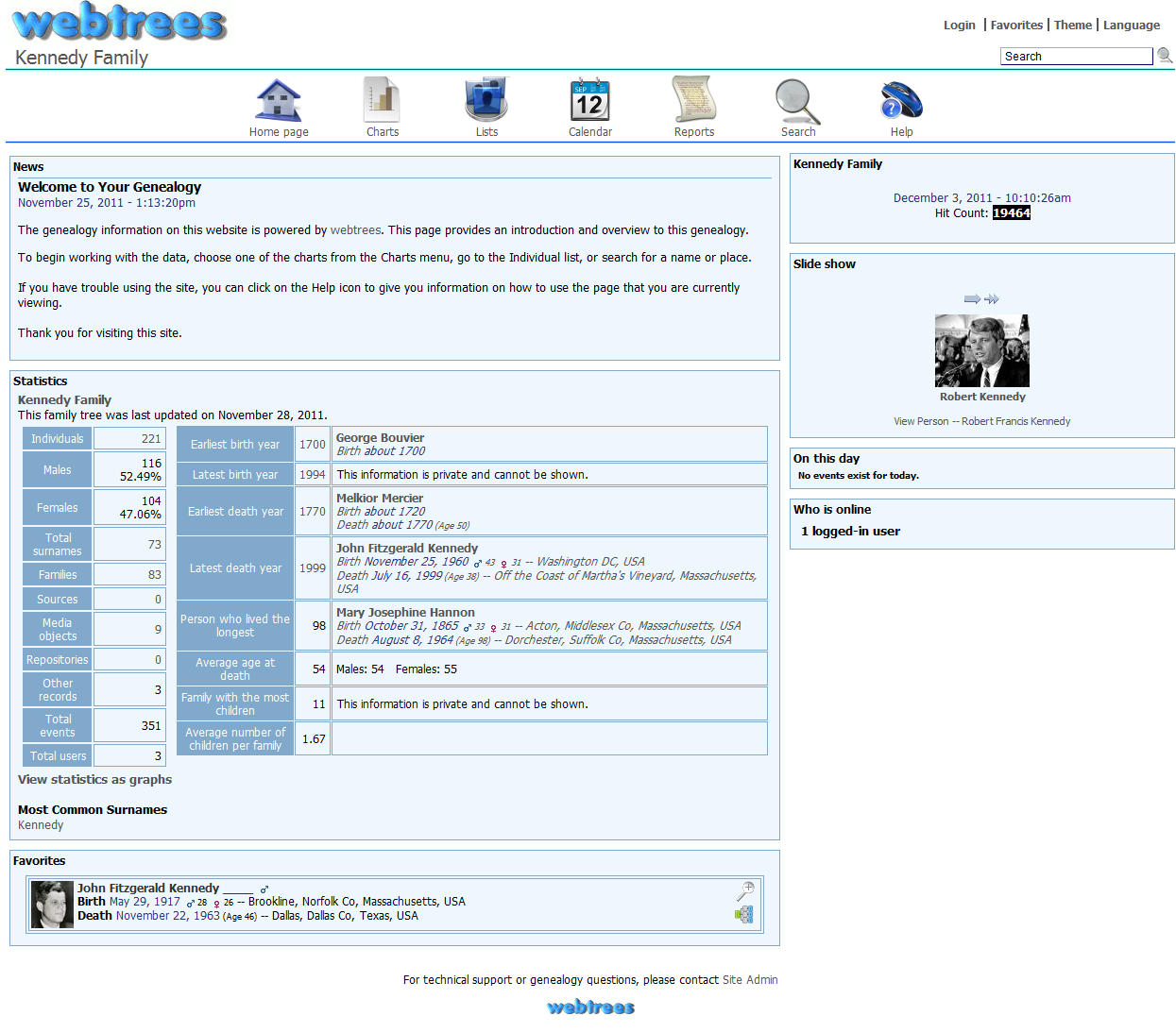
Webtrees є прикладом вебпрограмного забезпечення для генеалогії з відкритим кодом

Генеалогічне програмне забезпечення — це комп'ютерне програмне забезпечення, яке використовується для запису, упорядкування та публікації генеалогічних даних.

## Особливості
Як мінімум, генеалогічне програмне забезпечення збирає дату та місце народження, одруження та смерті особи та зберігає стосунки окремих людей з батьками, подружжям та дітьми. Деякі програми є більш гнучкими, ніж інші, дозволяючи враховувати участь дітей, народжених поза шлюбом, або для різних типів подружніх стосунків. Крім того, більшість генеалогічних програм обробляють додаткові події в житті людини, нотатки, фотографії та мультимедіа, цитати джерел. Додатки генеалогічного програмного забезпечення можуть генерувати різні графічні діаграми та текстові повідомлення, наприклад такі як діаграми породи, Ahnentafel звіти і Register System звіти. Деякі настільні програми генерують HTML-сторінки для вебпублікації; є також окремі вебпрограми. Більшість генеалогічних програм можуть імпортувати та експортувати дані за допомогою стандарту GEDCOM.
Існують також деякі програми, які дозволяють користувачам створювати генограми, якими можуть користуватися вчені, соціальні працівники, лікарі та інші, щоб отримати графічний огляд додаткової інформації.
Деякі програми включають додаткові галузі, що стосуються певних релігій. Інші зосереджуються на певних географічних регіонах. Наприклад, наявність поля для сімейного герба є актуальним лише в тому випадку, якщо сім'я походить з тієї частини світу, яка ними користується.
Хоча більшість програм та додатків для настільних комп'ютерних систем, на ринку генеалогічного програмного забезпечення існує ряд вебпродуктів.
Багато генеалогічних додатків зосереджуються на управлінні даними, оскільки вони дозволяють користувачам керувати всією інформацією, яку вони збирають про людей, сім'ї та події. Інші інструменти, доступні генеалогу, включають інструменти управління дослідженнями, засоби картографування, програми складання графіків та програми вебпублікації.

## Спільний доступ
Більшість генеалогічних програм дозволяють експортувати дані у форматі GEDCOM, якими потім можна ділитися з людьми за допомогою іншого генеалогічного програмного забезпечення. Деякі генеалогічні програми використовують GEDCOM внутрішньо, тому працюють безпосередньо з даними GEDCOM. Деякі програми дозволяють користувачеві обмежувати інформацію, якою обмінюються, як правило, забороняючи експортувати частину або всю особисту інформацію про живих людей з міркувань конфіденційності.

## Дивитися також
- Порівняння генеалогічного програмного забезпечення[en]
- Порівняння вебпрограмного забезпечення для генеалогії[en]
- Список генеалогічних баз даних[en]
- Генеалогічні сайти
- Генеалогічне дерево